# MSC Lirica
Die MSC Lirica ist ein Kreuzfahrtschiff der Reederei MSC Cruises. Das erste Neubauprojekt der Reederei wurde vom Bureau Veritas klassifiziert und im Schiffsregister der Billigflagge von Panama eingetragen. Die MSC Lirica wurde bis zur Indienststellung der MSC Musica im Jahr 2006 als das Flaggschiff der Reederei geführt.

## Geschichte

### Bau und Indienststellung
Das Schiff wurde mit der Baunummer K32 auf der Werft ALSTOM Chantiers de l’Atlantique in Saint-Nazaire gebaut und am 24. März 2003 an die Reederei abgeliefert. Die Schiffstaufe im Hafen von Neapel vollzog Sophia Loren.

### Einsatz
Nach der Indienststellung wurde die MSC Lirica für Kreuzfahrten im Mittelmeer eingesetzt. Im Sommer 2013 war sie im östlichen Mittelmeer und im schwarzen Meer unterwegs. Im Winter fuhr sie bis Februar 2013 in die Karibik, ab Ende 2013 sollte sie stattdessen ab Dubai im persischen Golf eingesetzt werden, wo sie schon über die Wintersaison 2011/2012 mit ähnlichen Kreuzfahrten im Einsatz war.
Vom 31. August bis zum 4. November 2015 wurde die MSC Lirica durch die italienische Werft Fincantieri auf 275 Meter verlängert und mit modernerer Technik und neuen Möglichkeiten zur Unterhaltung der Gäste ausgestattet. Im Rahmen des sogenannten „Renaissance-Programms“ der Reederei wurde dabei sowohl bei ihr, als auch bei allen anderen Schiffe ihrer Bauklasse, die maximal zulässige Passagierzahl durch etwa 200 zusätzliche Kabinen auf 2680 angehoben.
Ab Mai 2016 war MSC Lirica als erstes Schiff der Flotte ausschließlich im chinesischen Markt tätig. Sie fuhr ab Tianjin, dem Hafen von Peking, sowie ab Shanghai, Qingdao und Dalian nach Südkorea und Japan. Ab April 2018[veraltet] übernahm sie die MSC-Adria-Route ab Venedig.

## Zwischenfälle
Während eines Ablegemanövers in Civitavecchia wurde die MSC Lirica am 2. November 2007 bei starkem Wind gegen die Pieranlagen gedrückt und im Bugbereich der Backbordseite beschädigt. Das Schiff wurde zwischen dem 12. und 17. November 2007 im Trockendock repariert und am 4. Dezember ab Fort Lauderdale wieder eingesetzt.
Am 12. März 2021 wurde das Schiff in Korfu durch ein Feuer beschädigt. Bedingt durch die COVID-19-Pandemie befanden sich allerdings keine Passagiere an Bord.

## Maschinenanlage und Antrieb
Die dieselelektrische Maschinenanlage der MSC Lirica besteht aus vier Generatorsätzen, bei denen je ein 12-Zylinder-Dieselmotor der Baureihe 38 des finnischen Herstellers Wärtsilä mit einem Generator gekoppelt ist. Die Generatorsätze versorgen das komplette Schiff mit elektrischer Energie. Die Abwärme der Motoren wird unter anderem für die Trinkwasseraufbereitung genutzt.
Der eigentliche Antrieb des Schiffes erfolgt über zwei im Heck angeordnete Propellergondeln des Typs Rolls-Royce „Mermaid“ (dt. Meerjungfrau). Die in den Gondeln eingebauten Elektromotoren treiben Festpropeller an. Diese Technik ermöglicht eine hohe Manövrierfähigkeit und entwickelt nur geringe Vibrationen und Geräusche.

## Kabinen und Bordeinrichtungen
Die neun Passagierdecks der MSC Lirica sind mit Ausnahme des Sonnendecks nach berühmten italienischen Komponisten benannt. Die Innenausstattung des Schiffes entwarf das italienische Architekturbüro De Jorio. Das Schiff verfügt über 780 Kabinen, die in vier Kategorien aufgeteilt und in den Aufbauten untergebracht sind. Mit Ausnahme der Suiten haben sie die gleiche Größe und Ausstattung. Die 372 Außenkabinen sind mit großen Fenstern ausgestattet. Die 132 Suiten verfügen über einen Balkon. Vier Innenkabinen sind barrierefrei ausgebaut. Auf diesem Kreuzfahrtschiff gibt es zurzeit 30 Außenkabinen mit Sichtbehinderungen durch Rettungsboote.
Die MSC Lirica ist mit vier Restaurants, acht verschiedenen Bars und Salons sowie einer Diskothek ausgestattet. Das Theater („The Broadway Theater“) erstreckt sich über zwei Decks und bietet über 700 Sitzplätze. Der Spa- und Wellnessbereich umfasst eine Fläche von über 900 Quadratmetern.